# 滋水清実
滋水 清実（よしみず の きよみ、生没年不詳）は、平安時代前期の皇族・貴族。光孝天皇の皇子。位階は従五位下。

## 経歴
清和朝の貞観12年（870年）父・時康親王の抗表により、元長王・兼善王ら他の兄弟とともに源朝臣姓を与えられ臣籍降下する。のち、貞観18年（876年）ごろ過失のため除籍される。
時康親王即位（光孝天皇）後の仁和2年（886年）属籍を削られて10年経過したことから、かつて過失により除籍されるが許された貞登に準じて別姓を授けるべき、との式部卿・本康親王らによる取りなしにより、清実は滋水姓を与えられ右京一条に貫附された。
のち、従五位下に叙せられている。

## 官歴
『日本三代実録』による。
- 貞観12年（870年） 2月14日：臣籍降下（源朝臣）
- 貞観18年（876年）頃：除籍
- 仁和2年（886年） 10月13日：賜姓滋水朝臣、貫附右京一条
- 時期不詳：従五位下[1]

## 系譜
『尊卑分脈』による。
- 父：光孝天皇
- 母：布勢氏